# لوسر (هولندا)
لوسر Losser  هي بلدية ومدينة بمقاطعة أوفرآيسل بهولندا.

## طوبوغرافيا
خريطة طوبوغرافية هولندية لبلدية لوسر، يونيو 2014، (تقرأ بعد ثلاث نقرات على الخريطة).

## معرض صور

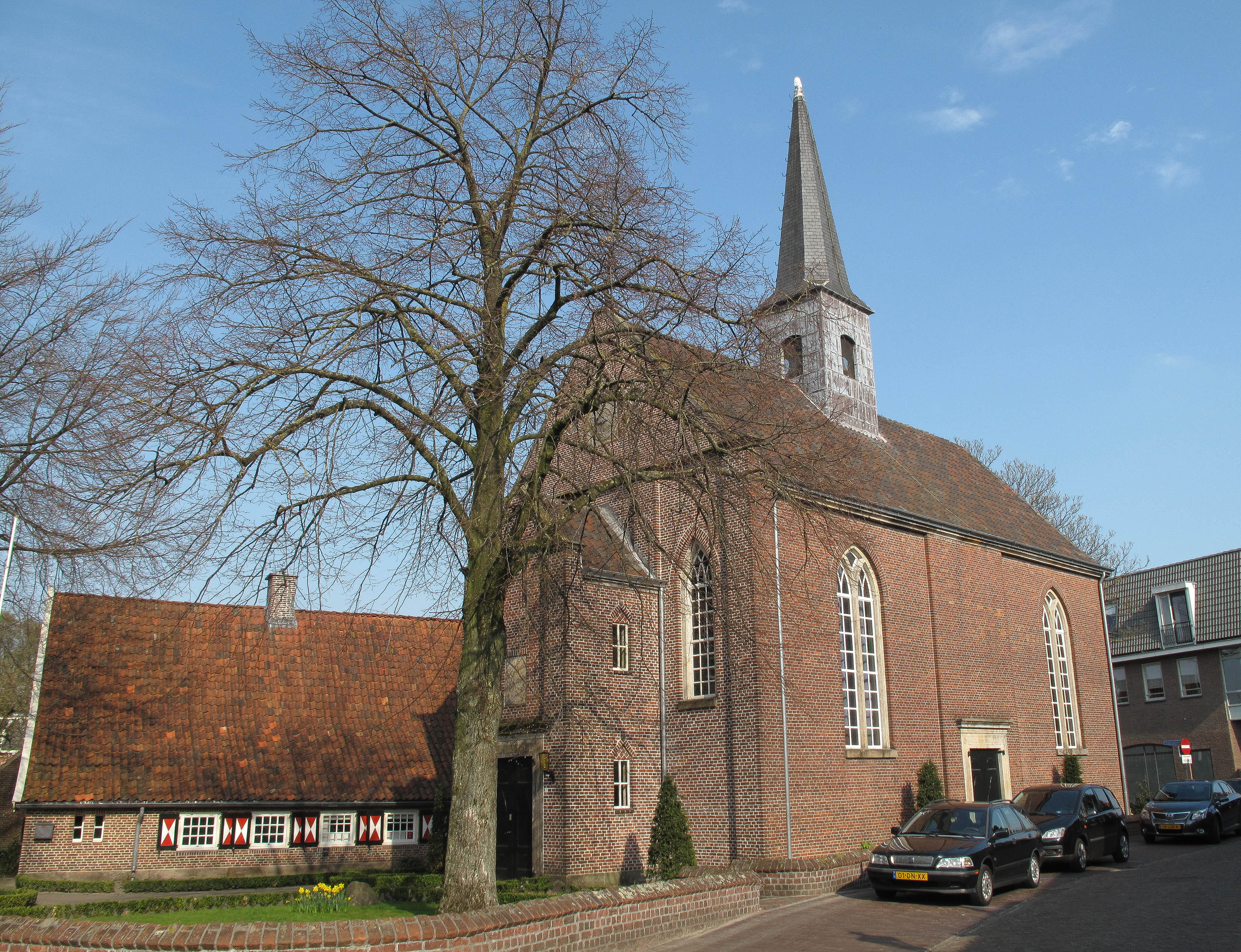
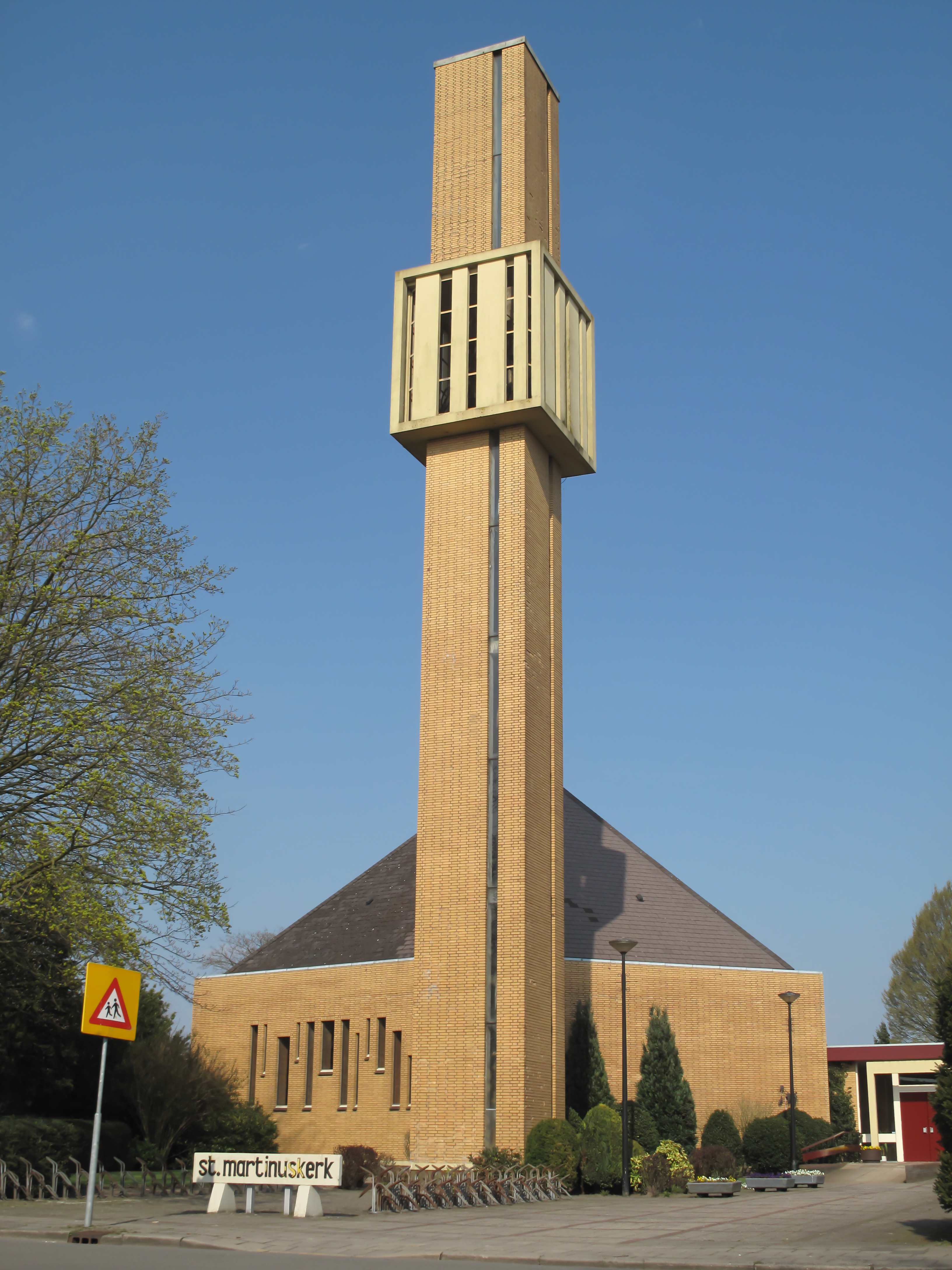
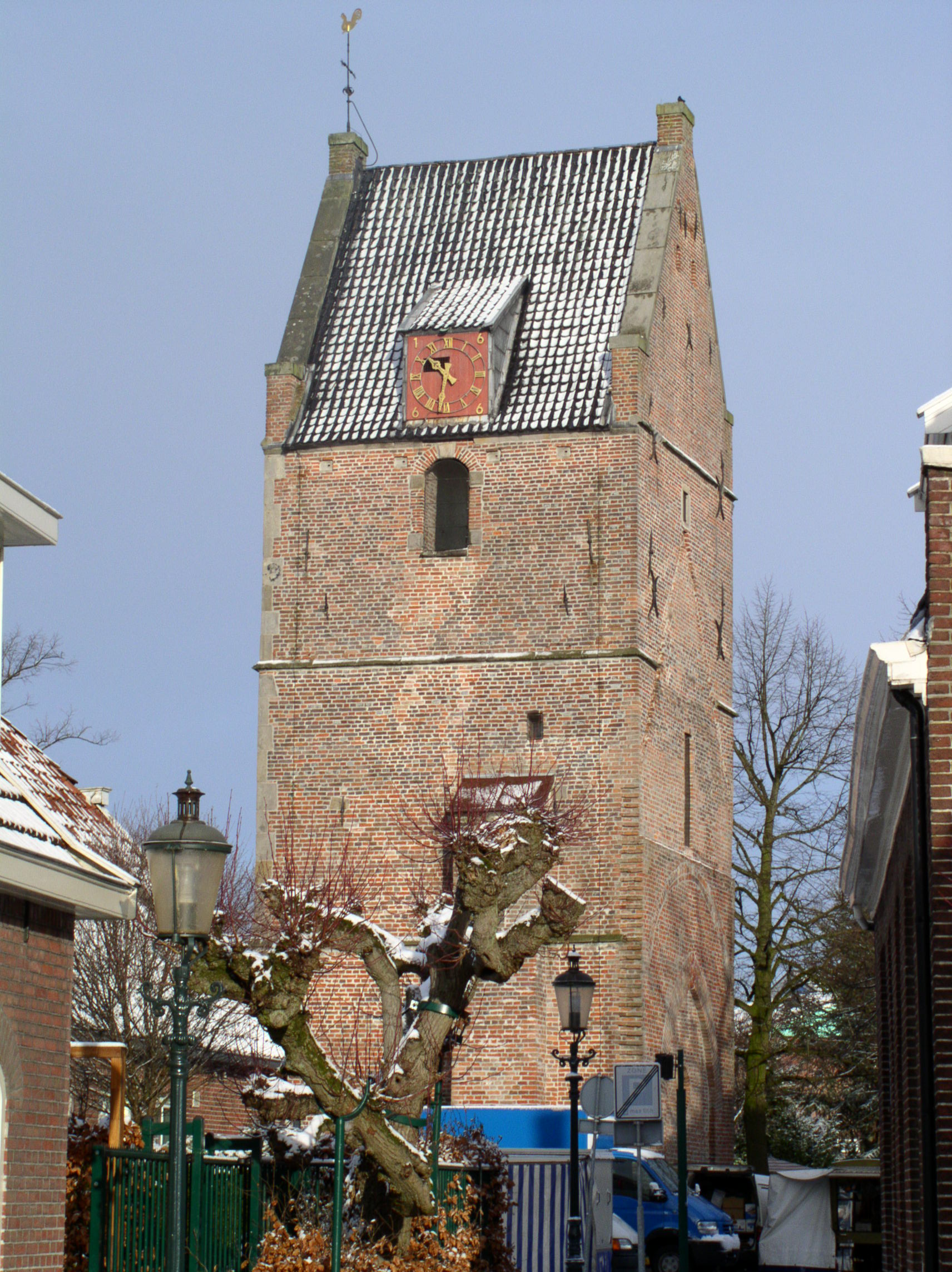

## أعلام
- نيك لوهاوس